# Драгана Дабовић
Драгана Дабовић (Котор, 30. септембар 1987) српска је глумица. Живи у Београду.

## Биографија
Драгана Дабовић је рођена у Котору. Одрасла је и завршила гимназију у Херцег Новом. У херцегновском позоришту је од 1997. године. У представама драмског студија и првог ансамбла одиграла је десетак улога, а затим уписала глуму. Након завршене гимназије, Драгана је одлучила да студира глуму због чега је напустила Херцег Нови и преселила се у Нови Сад. У Војводини је живела до 2011. године, а после дипломирања преселила се у Београд.
Била је у браку са Веселином Чуквасом и са њим има ћерку Бјанку. У емотивној је вези са директором фотографије Миланом Коларским, а са њим има сина коме су дали име Ноа.
Највећу популарност је стекла улогом кадеткиње Инес Шашвари у серији Војна Академија.

## Филмографија
| Год.       | Назив             | Улога               |
| ---------- | ----------------- | ------------------- |
| 2009.      | На терапији       | Ана                 |
| 2011.      | Кутија            |                     |
| 2012—2020. | Војна академија   | Инес Шашвари „Шаша” |
| 2013.      | С/Кидање          | Хана                |
| 2013.      | Војна академија 2 | Инес Шашвари „Шаша” |
| 2014.      | Четири руже       | Бики                |
| 2016.      | Вере и завере     | Магда               |
| 2016.      | Војна академија 3 | Инес Шашвари „Шаша” |
| 2019.      | Војна академија 5 | Инес Шашвари „Шаша” |
| 2019.      | Четири руже       | Бики                |
| 2022.      | Чудне љубави      | трудница            |